# Савченко, Борис Владимирович
Борис Владимирович Савченко (род. 10 июля 1986, Ленинград) — российский шахматист, гроссмейстер (2007).
Чемпион Москвы 2008, 2016, 2019 года. Чемпион Москвы по быстрым шахматам 2015,2021 года. Чемпион России 2010 года в составе ШСМ-64, чемпион Украины 2011 года в составе «А ДАН ДЗО – ПГМБ».
Участник двух Кубков мира по классическим шахматам (2007, 2009), двух чемпионатов мира по блицу (2007, 2010), четырёх чемпионатов мира по рапиду и блицу 2014 года (2014, 2015, 2017, 2018), девяти личных чемпионатов Европы (2007—2012, 2014, 2017—2018), двух Кубков европейских клубов (2010—2011). В чемпионате Мира по блицу 2010 года в личной встрече, играя черными победил Магнуса Карлсена. Победитель Мемориала Алехина — 2019, г. Воронеж. Победитель «Moscow Open 2013, 2019»

## Спортивные достижения
| Год  | Город     | Турнир                | + | − | = | Результат | Место |
| ---- | --------- | --------------------- | - | - | - | --------- | ----- |
| 2002 | Краснодар | 55-й чемпионат России | 3 | 3 | 3 | 4½ из 9   | 21—31 |

## Хобби
Помимо шахмат Савченко увлекается психологией, ушу, йогой. Сторонник здорового образа жизни.

## Изменения рейтинга
| Графики недоступны из-за технических проблем. См. информацию на Фабрикаторе и на mediawiki.org. |